# صوفيا سميث
صوفيا سميث (باليونانية: Σοφία Σμιθ) (18 نوفمبر 1978 بهيوستن في الولايات المتحدة - ) هي لاعبة كرة قدم يونانية في مركز الوسط، شاركت في الألعاب الأولمبية الصيفية 2004. وشاركت مع منتخب اليونان لكرة القدم للسيدات. أما مع النوادي، فقد لعبت مع Houston Stars ‏.

## وصلات خارجية
- صوفيا سميث على موقع الاتحاد الدولي (مؤرشف)  (الإنجليزية)
- صوفيا سميث على موقع قاعدة بيانات كرة القدم.إي يو (الإنجليزية)
- صوفيا سميث على موقع اللجنة الأولمبية الدولية (الإنجليزية)
- صوفيا سميث على موقع أوليمبيديا (الإنجليزية)